# NGC 2550
NGC 2550 est une petite galaxie spirale (intermédiaire ?) située dans la constellation de la Girafe. NGC 2550 a été découverte par l'astronome américain Lewis Swift en 1885.

## Caractéristiques
La classe de luminosité de NGC 2550 est II et elle présente une large raie HI.
En raison d'une brillance de surface égale à 11,81  mag/am2, on peut qualifier NGC 2550 de galaxie présentant une brillance de surface élevée.

### Distance
Sa vitesse par rapport au fond diffus cosmologique est de 2 304 ± 4 km/s, ce qui correspond à une distance de Hubble de 34,0 ± 2,4 Mpc (∼111 millions d'al).
À ce jour, six mesures non basées sur le décalage vers le rouge (redshift) donnent une distance de 30,583 ± 5,116 Mpc (∼99,7 millions d'al), ce qui est à l'intérieur des valeurs de la distance de Hubble.

### Classification
La classification de galaxie spirale intermédiaire (SAB(rs)b?) du professeur Seligman est sans doute basée sur l'image de l'étude Pan-STARRS. Les autres sources consultées classifient cette galaxie comme une spirale barrée.